# Elassoma
Elassoma – rodzaj słodkowodnych ryb okoniokształtnych z rodziny Elassomatidae.

## Występowanie
Zasiedlają wody wschodnich i południowo-wschodnich rejonów Stanów Zjednoczonych.

## Klasyfikacja
Gatunki zaliczane do tego rodzaju:
- Elassoma alabamae
- Elassoma boehlkei
- Elassoma evergladei – okończyk moczarowy[3], okończyk karzełek[4]
- Elassoma gilberti
- Elassoma okatie
- Elassoma okefenokee
- Elassoma zonatum – okończyk paskowany[3]

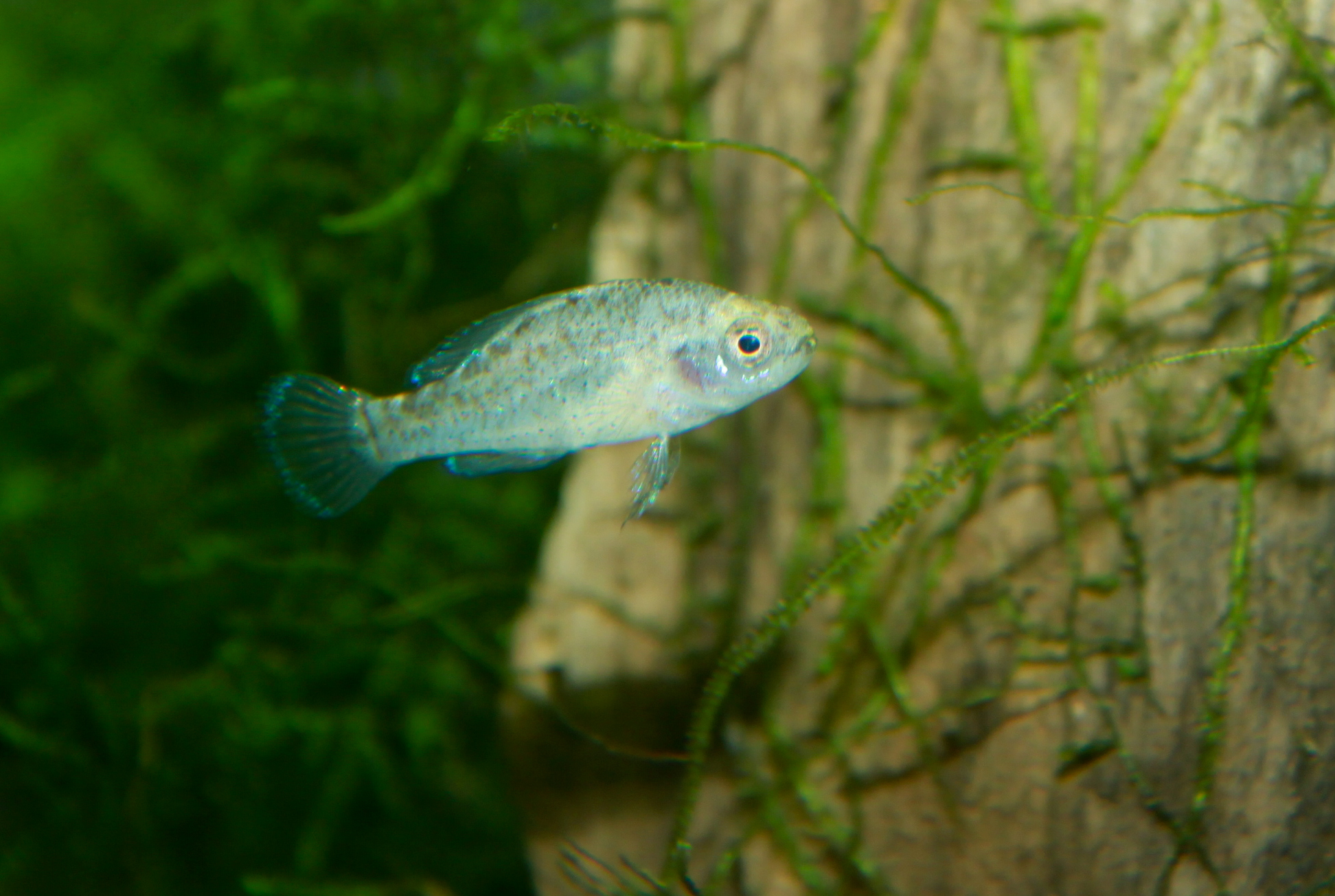
Elassoma evergladei